# 國際君主主義會議
国际君主主义会议（英語：International Monarchist Conference，缩写为IMC）是一个以宣传君主主義作为主要任务的国际组织，主张依靠君主的力量保护由于左翼兴起而日渐受到威胁的宗教、信仰等。
國際君主主義會議集合了世界各国主张恢复君主制的团体，包括德国的霍亨索伦家族、俄罗斯的罗曼诺夫王朝家族、奥地利的哈布斯堡家族、越南阮朝以及尼泊尔王室等。
目前國際君主主義會議有阿富汗、巴西、埃及、德国、塞尔维亚、也门等28个国家的君主团体会员。